# Hastersboda
Hastersboda är en by i Föglö kommun på Åland med 26 invånare (2023). Den ligger i den del av kommunen som kallas Östersocken och hör sedan 2006 till Ålands södra skärgårdsförsamling. Tidigare hörde den  till Föglö församling.
Byn har medeltida ursprung och består av åtta gamla hemman. Bönderna förr i tiden försörjde sig framför allt på jord- och skogsbruk, boskapsskötsel och fiske. I dag finns ett par turistföretag (stugbyar) i Hastersboda.

## Geografi
Hastersboda gränsar i norr mot byn Sommarö och i väster mot byn Skogboda. I öster har vattengräns mot byn Hästö i Sottunga kommun och i söder mot byn Klovskär. Till byn hör ett större vattenområde åt sydost med åtskilliga holmar, skär och klippor (se lista längre ner). 
Hastersboda och resten av Östersocken har förbindelse med de västra delarna av Föglö via Brändöströmsbron över Brändöströmmen, sundet som skiljer Östersocken från Sonbodalandet.

## Bebyggelsen
Enligt kulturmiljöinventeringen, gjord på 1990-talet, finns fortfarande en stor del av den äldre bebyggelsen i Hastersboda bevarad, samlad utmed landsvägen. De äldsta husen är från tidigt 1800-tal. Utmärkande är de stora manbyggnaderna uppförda under andra hälften av 1800-talet, från den tid då sjöfarten blomstrade i socknen. Flera lär vara uppförda av timmermän från Österbotten. Vid sidan av den egentliga bykärnan finns några före detta torpställen. Det samfällda sjövistet ligger öster om bykärnan, vid viken Gårglo. Utmed stranden finns flera äldre timrade sjöbodar och båthus bevarade. Vid sjövistet låg den gemensamma kyrkbåten med vilken byborna varje helg seglade eller rodde till kyrkan. Området kring byn utgörs av gamla lövängar och lundar med inslag av hamlad ask, ek och hassel. 
Jordbruk kombinerat med fiske var tidigare huvudnäringar. Både fjällfiske och strömmingsfiske med skötar förekom. Levande fisk såldes till Stockholm och saltad strömming till Helsingfors. Flera av byborna hade under andra hälften av 1800-talet andelar i fartyg och många deltog själva aktivt i seglationen. 
Bland de kulturhistoriskt värdefulla byggnaderna nämns: 
- Östergård, den första gården när man kommer in i byn, är en rödmålad manbyggnad uppförd omkring 1890. Till gården hör flera äldre uthusbyggnader som lider, timrad bod och lillstuga.

- Västergård är en stor manbyggnad från 1860-talet med flera rum i rad. Huset är uppfört av timmermän från Österbotten. Den förra manbyggnaden lär ha brunnit ned medan gårdsfolket var ute på notisen. Lillstuga, timrad bod, lider och ladugård hör till gården.

- Dansas manbyggnad är en parstuga uppförd troligen under andra hälften av 1800-talet. Fönstren omges av vackert profilerade foderbräden. Runt byggnaden grupperar sig ett flertal uthusbyggnader med olika funktioner: stolphärbre, stall, timrat uthus, källare och ladugård.

- Pellas manbyggnad är från andra hälften av 1800-talet med senare tillbyggd veranda. Ett flertal äldre timrade uthusbyggnader hör till gården som lillstuga, källare och två timrade bodar som står på berget mot vägen.

- Henrikas ligger norr om landsvägen och har en väl bevarad gårdsmiljö. Manbyggnaden är uppförd i början av 1800-talet. Huset är byggt i flera etapper, först stugan och därefter salen. Senare har tillkommit en veranda med ett tätt spröjsverk i fönstren. Runt gårdstunet grupperar sig äldre byggnader som lillstuga, timrat härbre, bastu och källare.

- Kersons manbyggnaden är troligen uppförd under första hälften av 1800-talet och senare tillbyggd. Verandan har många dekorativa snickeridetaljer.

- Lajbergs (i folkmun Leanders eller Landers) är ett före detta torp som ligger norr om Henrikas och avskilt i förhållande till övrig bebyggelse. Där bodde den i Föglö välbekante möbelsnickaren Leander Lajberg (1852–1905). Hans möbler finns i dag i flera gårdar i Föglö. Huset är en rödmålad enkelstuga som senare har byggts till med en flygel mot väster.[4]

## Norra Hastersboda naturreservat
I byn finns Norra Hastersboda naturreservat, inrättat 1988, som omfattar 5,25 hektar naturskog. Där häckar spillkråka, järpe och havsörn. Marken är privatägd. Syftet med reservatet är att bevara området i urskogsartat tillstånd. Området ingår i det europeiska nätverket Natura 2000 som särskilt skyddsområde i enlighet med fågelskyddsdirektivet (SPA).

## Hastersboda vandringsled
Hastersboda vandringsled är omkring fyra kilometer och går längs stranden och genom gammal skog. Skyltar berättar om lokal historia, kulturmiljö och om naturens roll i skärgårdslivet förr i tiden. Vid vandringsleden finns även ett 10 meter högt fågeltorn med ståtlig utsikt. Vandringsleden är utmärkt med vitmålade stenar. Den börjar vid Isakssons stugby i slutet av byn Hastersboda. 
En discgolfbana med nio hål, Hastersboda DiscGolfPark, ligger intill vandringsleden och Isakssons stugby. Den brukar anses som en av Ålands mest vackert belägna.

## Historia
Hastersboda är den näst största byn i Föglö med åtta gamla hemman och helt säkert urbyn i Östersocken. Byn anlades under medeltiden, förmodligen på 1200-talet eller senare delen av 1100-talet. Sedan tillkom ett antal nybyggen på urbyns utmark. De tidigare torde ha varit Sommarö och Horsholma och kanske Skogboda, medan Sanda och Brändö sannolikt anlagts något senare. Hela området kan antas ha koloniserats på relativt kort tid, kanske ett par generationer (50–75 år). Nybyggena avsöndrades med tiden till egna byar, en process som tog mycket lång tid. Av 1661 års jordebok framgår att Sommarö ännu hade skog och betesmark gemensamt med Hastersboda.
Det som lockade de första människorna att slå sig ner i Hastersboda var sannolikt de ganska stora strandängar som måste ha funnits invid de många vikar och sund som successivt grundades upp till följd av landhöjningen. Ängarna hade helt säkert utnyttjats redan tidigare, innan de första bosättarna slog sig ner på platsen. Det avslöjar bynamnet Hastersboda, som är en sammansättning av ett gammalt fornsvenskt personnamn Hasten och ordet bod i plural och betyder ’Hastens bodar’. Vem Hasten var är inte känt – inga skriftliga källor finns bevarade från denna tid – men sannolikt bodde han i Degerby. Där torde de första Föglöborna ha slagit sig ner. De såg förmodligen hela ögruppen som sina domäner. De satte upp bodar invid de bästa strandängarna – en Hasten i öster (Hastersboda), en Björn i väster (Björsboda) och en Sune i det som skulle bli Sonboda. Förmodligen var det barn till dessa pionjärer som byggde de första gårdarna på dessa platser.

### 1500- och 1600-talet
Första gången Hastersboda nämns i bevarade skriftliga källor är i 1537 och 1539 års skatteböcker. Åtta bönder nämns: Erik Jönsson, Engelbrekt Jönsson, Per Svensson, Olof Persson, Johan Månsson (1539: Jöns Jönsson), Anders Månsson, Per Jönsson och Nils Jönsson (Johansson).
Hastersboda förefaller ha klarat de svåra åren i början av 1600-talet – då så många gårdar i Föglö blev öde – relativt bra. Längderna över ödegårdar visar dock att några gårdar i Hastersboda drabbades av svårigheter. Åren 1597 och 1603 var tre gårdar öde och år 1600 och 1606 två (sistnämnda längd uppger märkligt nog att de varit öde från 1570 och 1588, vilket dock är svårt att jämka samman med andra källor). Från omkring 1615 verkar alla åtta gårdar i Hastersboda vara bebodda, även om en – sedermera nr 6, Ollas – hade problem och brukades av granngårdarna men beboddes av Erik Persson och hans hustru Brita Tomasdotter. Vid tinget den 13 augusti 1627 beklagade hon sig att maken länge hade legat på sotsängen, vilket lett till att familjen inte kunde betala skatterna. Erik Persson dog kort därpå och änkan bodde kvar, uppenbarligen under knappa omständigheter. En skattelängd från 1631 uppger att hon mist ”alla sina öker” (kreatur) och därför fick vissa lättnader. Omkring 1635 övertogs gården av en Mats Larsson, möjligen en släkting till Brita, och sedan verkar gården ha kommit på fötter. Det förefaller alltså som om hon genom sitt slit lyckades rädda kvar gården i familjens besittning.
Värre gick det för Mats Perssons änka Margareta, sannolikt bosatt på den gård som senare kom att kallas Andersas (nr 5). Mannen dog omkring 1633, varpå änkan blev sittande på gården med fyra små barn men ägde inte mer än en ko samtidigt som hon hade stora skatteskulder. Sedan noterades att gården var öde och från 1637 beboddes gården av en ny bonde, Hans Henriksson. Vad som hände Margareta vet vi ingenting om.
En stor förändring skedde i byn vid denna tid, på 1630-talet. Dessförinnan var nästan alla gårdar olika stora. Enda undantaget var Östergård och Västergård (sedermera nr 1 och 8), som låg för sig själva en bit norrut och båda var taxerade till 110 jordmark. De andra gårdarna var samlade ett stycke längre söderut och hade alla olika taxeringsvärden: 
80 jordmark (sedermera nr 2, Ersas)

101 jordmark (sedermera nr 3, Henrikas)

98 jordmark (sedermera nr 4, Daniels)

115 jordmark (sedermera nr 5, Andersas)

127 jordmark (sedermera nr 6, Ollas) 

99 jordmark (sedermera nr 7, Pellas)
Detta var på många sätt opraktiskt för bönderna när de skulle fördela bördor och nyttigheter mellan sig. Om de behövde göra gemensamma dagsverken kunde det bli så att ett par av dem skulle göra ett dagsverke (gårdarna om 101 och 99 jordmark) medan andra skulle bidra med 0,8 eller 1,3 dagsverken (80 respektive 127 jordmark). Det är lätt att tänka sig att det kunde bli långdragna diskussioner. För att förenkla arbetet i byn beslutade bönderna den 20 februari 1632 på en sammankomst i Sommarö att göra alla gårdar lika stora, vilket också blev beviljat av myndigheterna. Därefter var gårdarna taxerade till 106 jordmark.
Under fortsättningen av 1600-talet förefaller förhållandena i Hastersboda varit ganska stabila. Gårdarna har inte blivit öde och generationsskiften verkar för det mesta ha kunnat ske inom släkten.
Den första beskrivningen av Hastersboda finns i 1661 års jordebok: ”Denna by haver brännskog och mulbete till nödtorften, strömmingsfiske i stora havet, fjällfiskedräkt hemma under landet medelmåttigt. Humlegårdar till deras husbehov.” Trots det något kärva språket, torde detta betyda att Hastersbodaborna hade ungefär vad de behövde – ved, bete, möjlighet till fiske och humle till öl. I alla fall sägs de inte uttryckligen lida brist på någonting.

### 1700-talet
Det långa kriget i början av 1700-talet – stora ofreden – var en prövningens tid för ålänningarna. Sensommaren 1714 flydde nästan alla till Sverige sedan ryska trupper hade ockuperat landskapet. Det dröjde till efter fredsslutet 1721 innan ålänningarna kunde återvända hem. Många byar i Föglö hade blivit svårt härjade under kriget, men Hastersboda verkar ha klarat sig förhållandevis bra. Sommaren 1722 var alla gårdar utom en befolkade och till den sista (Östergård) kom brukare året därpå.
Den första kartan över Hastersboda upprättades 1773–1774 när lantmätaren Carl Niclas Biörckbom genomförde en ny skattläggning. Av den framgår att bönderna i Hastersboda ägnade sig åt jord- och skogsbruk men mest givande var boskapsskötseln och fisket. Åkern nyttjades i tvesäde eller vartannat år, noterade lantmätaren. Detta sätt att bruka jorden var det vanliga vid denna tid på Åland. Innan konstgödseln kom i bruk på 1900-talet kunde bara hälften av åkermarken besås varje år, annars blev jorden snabbt utmärglad. Den stallgödsel som skulle behövts för årliga skördar förmådde inte kreaturen producera, trots att jordbruket i Föglö var inriktat på boskapsskötsel och åkermarken var ganska liten. Åkern i Hastersboda bestod av god lera, mojord och hårdlera samt röd sand, som täcktes av ett ganska tunt lager med matjord av sand och mylla. Ängsmarken var mestadels mosslupen och sank, enligt lantmätaren. Utmarken var överallt bergbunden och beväxt med tall, gran och en del lövskog, som gav timmer (till hus), gärdsel (till gärdsgårdar) och vedbrand (att elda med). Lövskogen gav också tillräckligt med vinterfoder åt fåren om den kompletterades med hö och tallris. Mulbetet var ganska magert på utmarken, men betet på holmarna hjälpte upp denna brist, enligt lantmätaren, medan humlegårdarna knappt gav skördar som täckte böndernas eget behov. Varje höst och vår fiskade Hastersbodaborna. Fångsterna blev så stora att de kunde sälja ”några pund” vardera. Dessutom avyttrade de årligen kreatur och ”några pund” ost, vilket sammantaget gav dem så mycket penningar att de ”med möda och besvär” hittills hade kunnat betala skatterna och även köpa sådant som behövdes i gårdsbruket: Tjära, näver, hampa, salt, råg och korn med mera.

### Befolkningsutveckling
| Befolkningsutvecklingen i Hastersboda 1970–2020 | Befolkningsutvecklingen i Hastersboda 1970–2020 | Befolkningsutvecklingen i Hastersboda 1970–2020 | Befolkningsutvecklingen i Hastersboda 1970–2020 | Befolkningsutvecklingen i Hastersboda 1970–2020 |
| ----------------------------------------------- | ----------------------------------------------- | ----------------------------------------------- | ----------------------------------------------- | ----------------------------------------------- |
|                                                 |                                                 |                                                 |                                                 |                                                 |
| År                                              |                                                 |                                                 | Folkmängd                                       |                                                 |
| 1970                                            | 1970                                            |                                                 | 25                                              |                                                 |
| 1980                                            | 1980                                            |                                                 | 25                                              |                                                 |
| 1990                                            | 1990                                            |                                                 | 28                                              |                                                 |
| 2000                                            | 2000                                            |                                                 | 28                                              |                                                 |
| 2010                                            | 2010                                            |                                                 | 28                                              |                                                 |
| 2020                                            | 2020                                            |                                                 | 26                                              |                                                 |
|                                                 |                                                 |                                                 |                                                 |                                                 |

## Livet i byn förr
Etnolog Per-Ove Högnäs intervjuade i slutet av december 1983 Judith Helin (1911–2001) i Granboda och frågade bland annat om kyrkbåtar. Hon berättade att i Hastersboda, där hon var född, hade byborna i början av 1900-talet en gemensam kyrkbåt. Den var lite större än en vanlig skötbåt; två par åror, ett sprisegel och fock, men saknade motor. Mellan 20 och 30 personer kunde färdas med båten. Den låg vid Gårglo, byns gemensamma sjöviste, och användes även vid andra större transporter. Omkring 1910–1915 slutade båten att användas, sedan for alla med egna båtar till kyrkan. I Hastersboda fiskades mycket strömming utanför byn, mot Kökarsfjärden. Man for hem till byn efter att ha satt ut bragderna. Från varje gård åkte man till Persmässomarknaden i Åbo och sålde krokskötströmming. På de färderna användes skötbåtarna, några särskilda marknadsbåtar fanns inte. Byarna Brändö och Sanda hade en gemensam båt som användes vid kyrkfärderna.
Helvi Isaksson, född Laaksonen (1912–1999) flyttade 1930 från Finland till Föglö. Om de gamla mangårdarna i Hastersboda berättade hon i april 1994 följande för Per-Ove Högnäs: Henrikas manbyggnad är troligen från början av 1800-talet. Den är byggd i tre etapper, först stugan och sist salsändan. I salen fanns tidigare en väggmålning av Karl Kuhlman, den förvaras numera på vinden. Dansas är möjligen det äldsta huset i Hastersboda. Österbottningar byggde Pellas manbyggnad. Gamla Västergårds brann ner medan folket var på notisen. Nya manbyggnaden är från 1860. Kerssons är byggt före 1850-talet. Östergårds manbyggnad byggdes av österbottningar på 1890-talet. Efter nödåren i Finland på 1870-talet flyttade flera österbottningar till Föglö.

## Hemmanen
I 1530-talets skatteböcker redovisas åtta bönder i Hastersboda. På 1540- och 1550-talet var de nio, men möjligen var en av dem (Engelbrekt Jönsson och hans efterträdare Jöns Engelbrektsson) bosatt i Sommarö. De förekommer i skattelängderna i Hastersboda till 1558, därefter i Sommarö. Samtidigt minskar antalet bönder i Hastersboda från nio till åtta och ökar i Sommarö från en till två. Det verkar alltså som om en gård har flyttats mellan byarna. Anledningen till detta är oklar, men grannbyarna Sommarö och Hastersboda har långt fram i tiden uppenbarligen varit ägomässigt sammanflätade i större utsträckning än de andra byarna i Östersocken. Ett exempel på detta är att de båda byarna hade gemensam utmark ännu 1661, enligt detta års jordebok.
Det verkar alltså i Hastersboda ända sedan 1530-talet ha funnits åtta hemman. Ursprungligen var de olika stora, men 1632 gjorde bönderna dem lika stora. Vart och ett taxerades till 106 jordmark eller 1/2 mantal. På 1700-talet förmedlades hemmanen till 5/16 mantal. I jordeböckerna ges hemmanen omkring 1730 nummer (1–8). Från 1830 är de också noterade med namn. 
- 1, Västergård, ett skattehemman. Västergård och Östergård – de två gårdar i Hastersboda som har väderstrecksnamn – ligger tillsammans ett stycke norr om de andra gårdarna och har uppenbarligen sina namn efter hur de ligger i förhållande till varandra, inte efter hur de ligger i byn.[13]
- 2, Ersas, ett skattehemman, blev på 1650-talet ett kronohemman på grund av obetalda skatter och köptes åter till skatte 1760. Ersas har namn efter någon av de bönder med namnet Erik som brukat gården. I folkmun kallas gården inte längre Ersas utan Kerssons (uttalas k-, inte tj-). Namnet minner om de tre bönder som hette Erik Eriksson som bodde på gården under en stor del av 1700-talet och början av 1800-talet. Kerssons är en förkortning av ett ursprungligt ”Erik-Erssons”, där bara förnamnets sista bokstav blivit kvar.[14]
- 3, Henrikas, ett skattehemman, blev under första halvan av 1600-talet ett kronohemman på grund av obetalda skatter och köptes åter till skatte 1843. Henrikas har sitt namn efter bonden Henrik Eriksson (1669–1742), som blev bonde på gården 1695 efter att den tidigare innehavaren tvingats lämna den på grund av stora skatteskulder.[15]
- 4, Daniels, ett skattehemman, blev under första halvan av 1600-talet ett kronohemman på grund av obetalda skatter och köptes åter till skatte 1854. Daniels, i folkmun Dans, har sannolikt sitt namn efter bonden Daniel Eriksson (1660–1741) eller möjligen efter dennes sonson som också hette Daniel Eriksson (1734–1819). På 1800-talet var Daniels gästgivargård.[16]
- 5, Andersas, ett skattehemman, blev under första halvan av 1600-talet ett kronohemman på grund av obetalda skatter och köptes åter till skatte 1886. Andersas har sannolikt sitt namn efter bonden Anders Henriksson (ca 1680–1742) eller möjligen efter dennes morfar som också hette Anders Henriksson (död 1691).[17]
- 6, Ollas, ett skattehemman, blev på 1650-talet ett kronohemman på grund av obetalda skatter och köptes åter till skatte 1803. Gårdens officiella namn Ollas härrör sannolikt från bonden Olof Eriksson (1722–1759) eller möjligen efter hans farfar som också hette Olof Eriksson (1653–1709). I dagligt tal kallas gården Eres efter någon av de bönder med namnet Erik som har innehaft gården.[18]
- 7, Pellas, ett skattehemman, blev på 1650-talet ett kronohemman på grund av obetalda skatter och köptes åter till skatte 1712 av bonden Per Tomasson (1677–1744) som samma år tog över gården sedan den tidigare ägaren tvingats lämna den på grund av skatteskulder. Pellas har säkert sitt namn efter Per Tomasson eller möjligen efter hans sonson Per Eriksson (1739–1802).[19]
- 8, Östergård, ett skattehemman, blev i slutet på 1600-talet ett kronohemman på grund av obetalda skatter och köptes åter till skatte 1736. Östergård och Västergård – de två gårdar i Hastersboda som har väderstrecksnamn – ligger tillsammans ett stycke norr om de andra gårdarna och har uppenbarligen sina namn efter hur de ligger i förhållande till varandra, inte efter hur de ligger i byn. Västergård är visserligen den västligaste gården i hela byn, men också Östergård tillhör de gårdar som ligger längst i väster.[20]

## Holmar och skär
Bland de större holmarna och skären som hör till byn Hastersboda märks:
- Bergskär (visa på karta), 4,4 hektar, största längd 330 meter, obebyggd.
- Bredkläppen (visa på karta), 2,4 hektar, största längd 220 meter, obebyggd.
- Börsholm (visa på karta), 21,2 hektar, största längd 800 meter, obebyggd, en del av ön hör till byn Sommarö. Enligt 1773–1774 års karta hörde holmen i sin helhet till Sommarö.
- Fjärdharan (visa på karta), en grupp skär, klippor och grynnor, det största 0,3 hektar och 120 meter från strand till strand.
- Gildeskär (visa på karta), största längd 330 meter, har genom landhöjningen växt samman med Högskär och Brokskär i norr och i förlängningen med Hastersboda hemland. På 1773–1774 års karta är Gildeskär, Högskär och Brokskär utritade som en holme med namnet Långholm.
- Grisselskär (visa på karta), 6,4 hektar, största längd 420 meter.
- Hästskär (visa på karta), 5,7 hektar, största längd 380 meter.
- Källsholmen (visa på karta), har genom landhöjningen växt samman med Långskär i väster och Kobben i öster, den sammanlagda arealen är 67,7 hektar och största längd 1,5 kilometer.
- Linskär (visa på karta), största längd 300 meter. Holmen kallas Liusskiär på 1773–1774 års karta.
- Persingholm (visa på karta), 11 hektar, största längd 600 meter, belägen på Sommarö vatten men hör till Hastersboda. Namnet skrivs Pärsingholm på 1773–1774 års karta och Pärsängsholm(en) i texten till karta.
- Rågskärs grunnan (visa på karta), 1,9 hektar, största längd 250 meter.
- Skarskär (visa på karta), största längd 300 meter, har genom landhöjningen växt samman med Sviö i norr, deras sammanlagda areal är 16,5 hektar.
- Skisskär (visa på karta), 5,3 hektar, största längd 310 meter. Holmen kallas Skiftskiär på 1773–1774 års karta, så också på storskaliga kartor från 1930-talet.
- Stora Måskläppen (visa på karta), en grupp av skär och klippor.
- Stora Örskär (visa på karta), 3,1 hektar, största längd 340 meter.
- Sundrokläpparna (visa på karta), 1,1 hektar, största längd 170 meter.
- Sviö (visa på karta), största längd 500 meter, har genom landhöjningen växt samman med Skarskär i söder, deras sammanlagda areal är 16,5 hektar.
- Södra Kummelskär (visa på karta), 2,2 hektar, största längd 230 meter, obebyggd.
- Tvigoskär (visa på karta), 8,2 hektar, största längd 500 meter.
- Uvkobben (visa på karta), 0,6 hektar, största längd 110 meter, obebyggd.
- Vindnotholm (visa på karta), 2,7 hektar, största längd 360 meter. Namnet Vindnotholm härrör från 1700-talet. Då hade bönderna i Hastersboda ett vindnotvarp på holmen, en plats där de fiskade strömming med not, stora nät som drogs i vattnet in mot land. På den tiden var Vindnotholm två holmar, den södra där varpet fanns hette Jolholm och den norra Gloskär.
- Vrakkläpparna (visa på karta), 1,7 hektar, största längd 220 meter.
- Yttre kläppen (visa på karta), 110 meter från strand till strand.

## Bilder

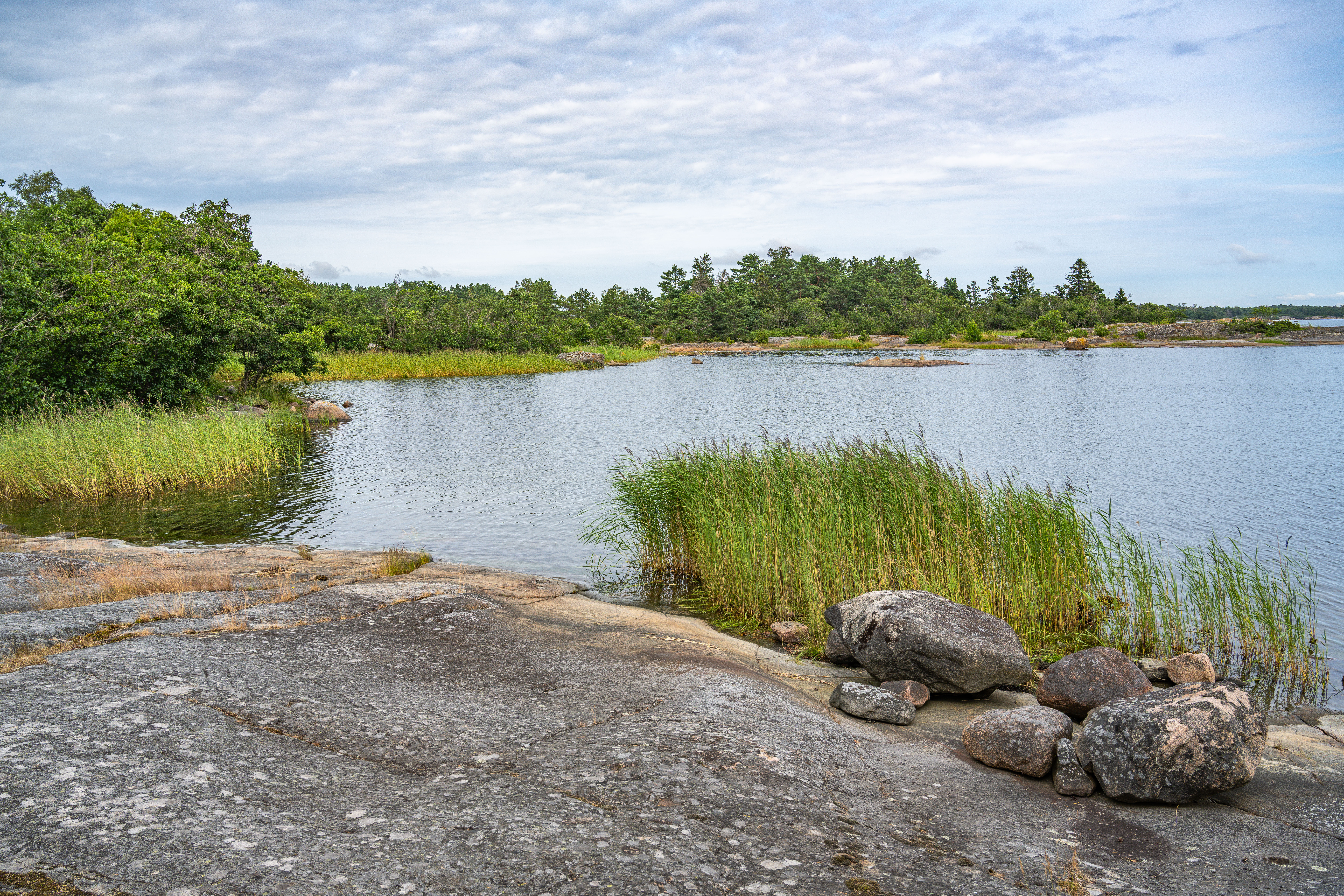
En del av stranden.
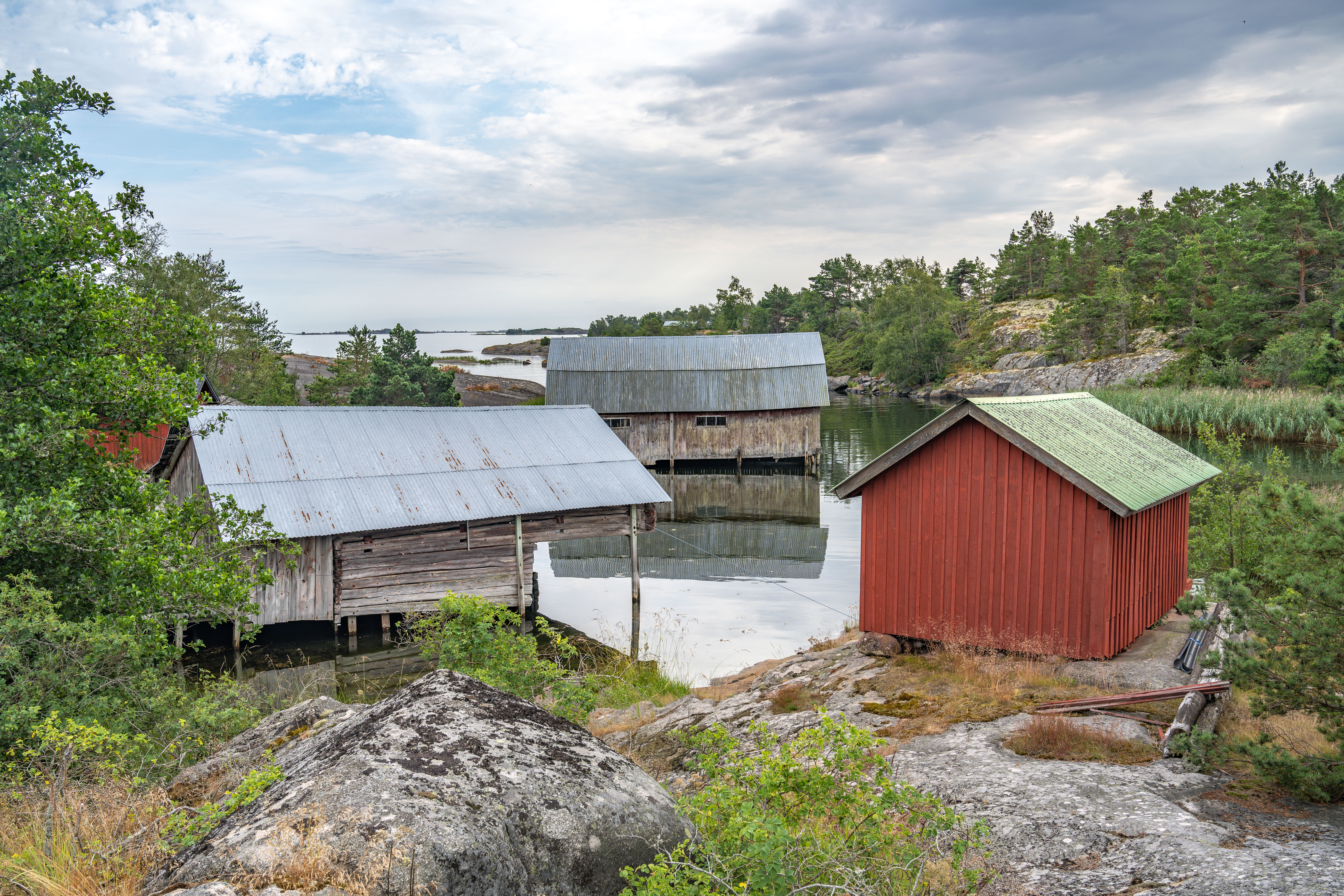
Sjövistet Gorrglo (Gårglo).
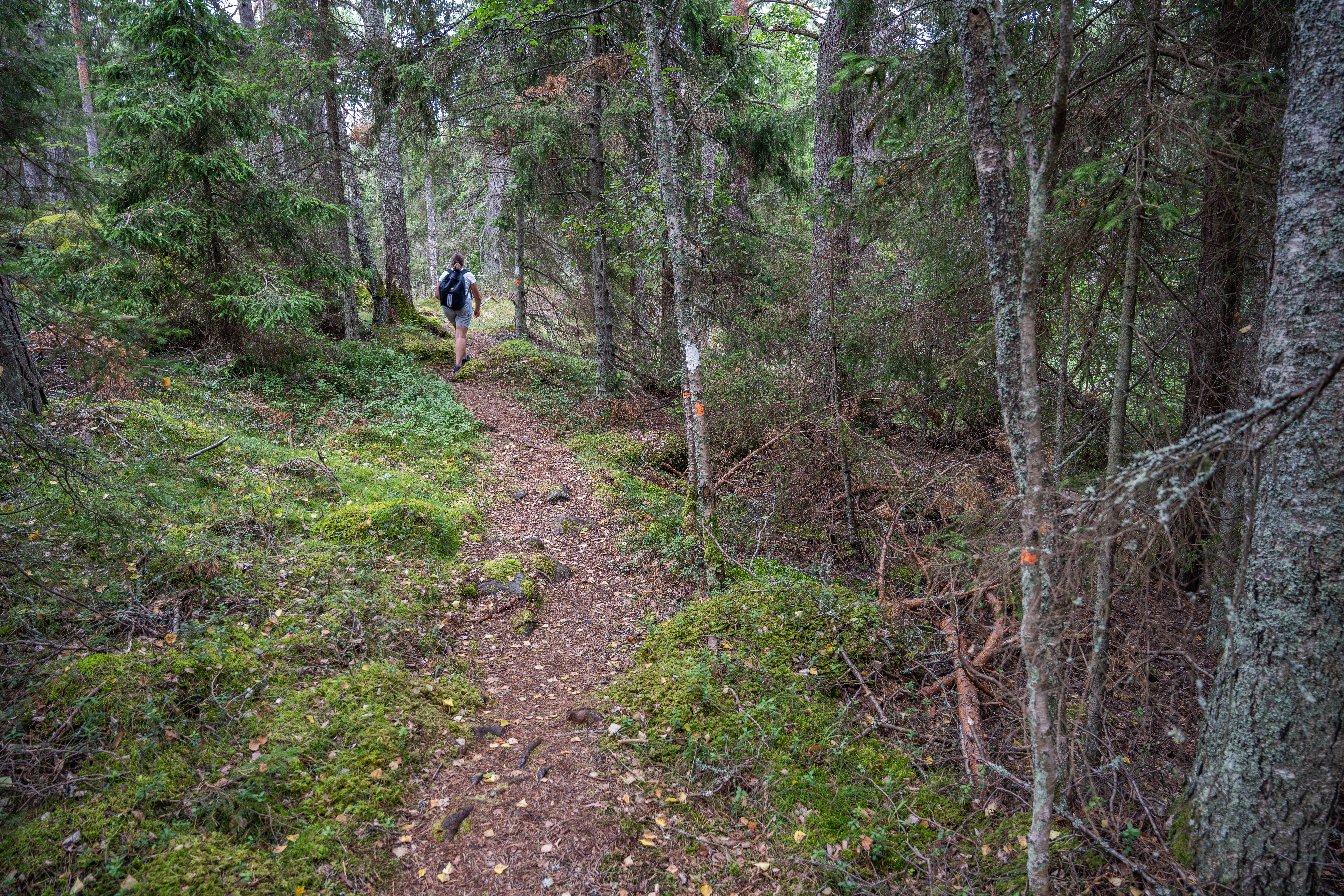
Vandringsleden.
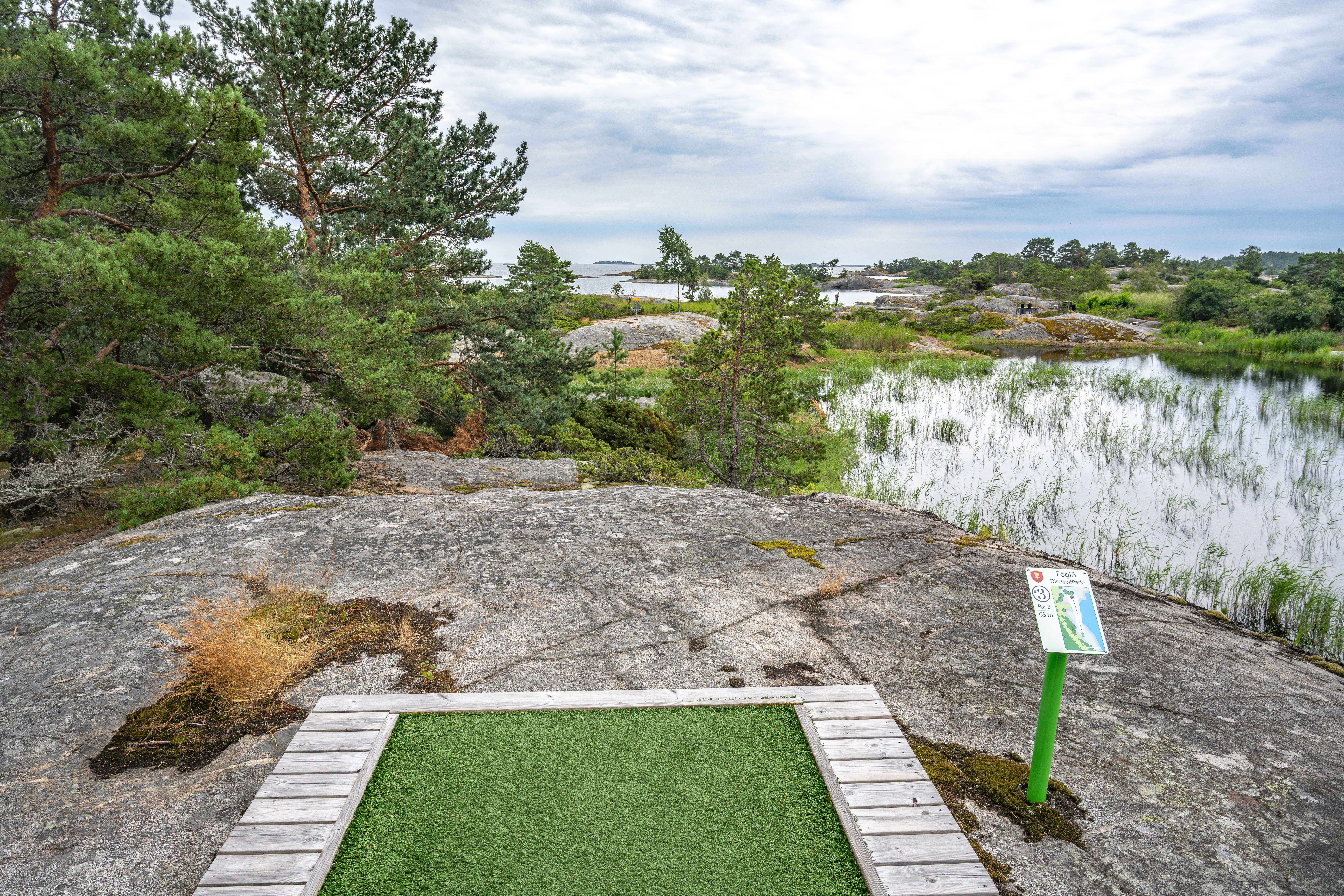
Hål 3 på discgolfbanan.